# Abel Faivre
Pour les articles homonymes, voir Faivre.
Abel Faivre, né à Lyon le 30 mars 1867 et mort à Nice le 13 août 1945, est un peintre, affichiste, lithographe, illustrateur et caricaturiste français.

## Biographie

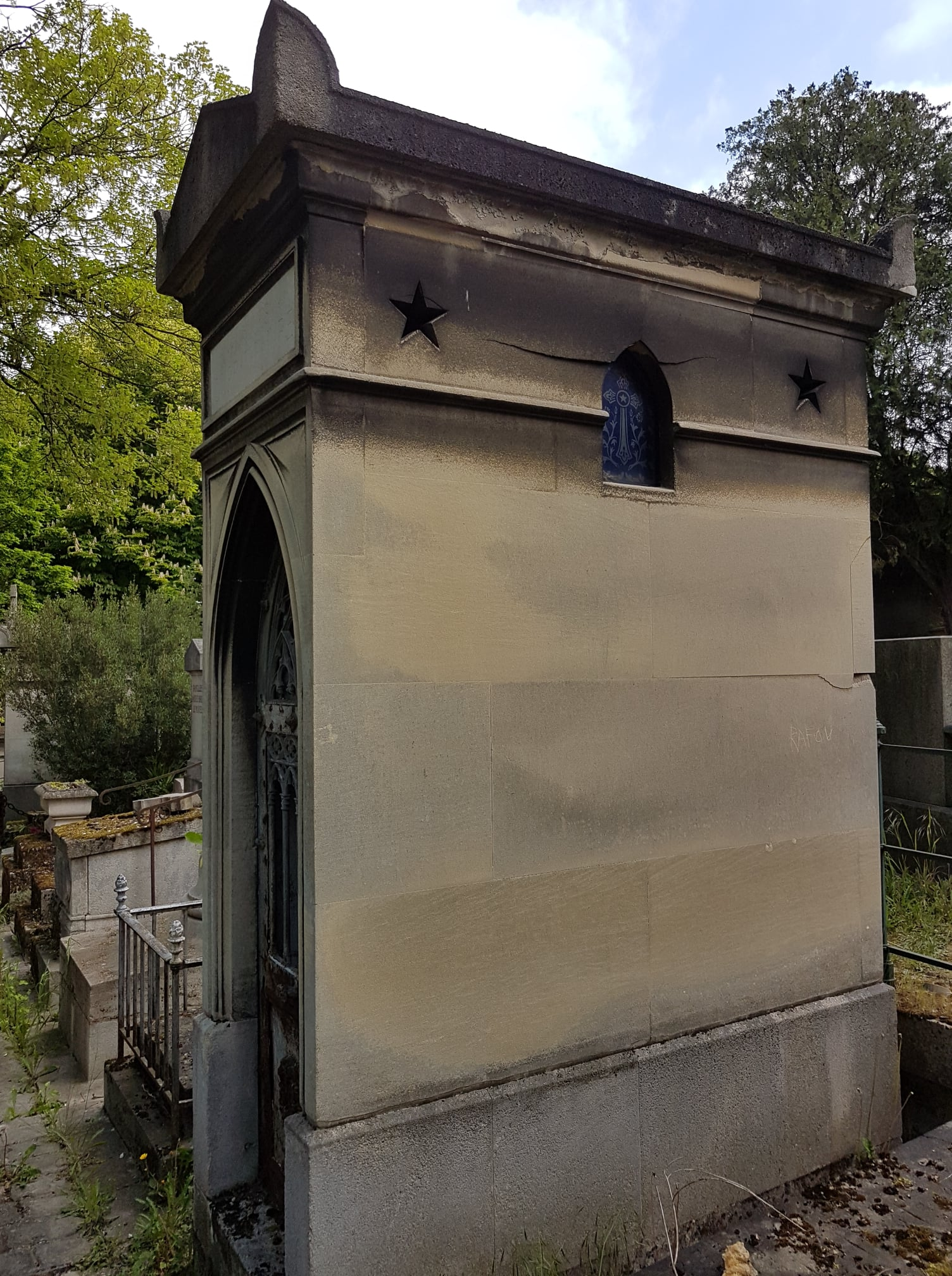
Sépulture au cimetière du Père-Lachaise.

Abel Faivre étudie pendant trois ans[Quand ?] à l'École des beaux-arts de Lyon, puis à l'École des beaux-arts de Paris et à l'Académie Julian auprès de Jules Lefebvre et Benjamin-Constant.
Il est médaillé de 3e classe à l'Exposition universelle de 1894 à Anvers, puis médaillé d'honneur à l'Exposition universelle de Lyon la même année, puis expose au salon de la Société nationale des beaux-arts à partir de 1903. Il a vécu et travaillé à Paris au 42 rue Pierre-Fontaine et à Gassin puis La Croix-Valmer (Var), où un boulevard porte désormais son nom.
Après avoir livré un grand nombre de dessins satiriques au Sourire et à L'Assiette au beurre, il devient particulièrement célèbre par ses affiches de propagande visant à soutenir l'effort de guerre français (1914-1918), dont celle de l'emprunt national français de 1918 où il représente Guillaume II, tête baissée et tenant un glaive brisé, chassé par les drapeaux des puissances alliées.
Il a également travaillé entre autres pour le journal humoristique Le Rire — rebaptisé Le Rire rouge durant la guerre —, La Baïonnette, et Le Figaro illustré. 
Ses caricatures, en particulier conservées au musée Jean-Jaurés à Castres, se caractérisent par un humour parfois grivois, sans complexe, où la nudité est souvent exposée, ce qui lui valut parfois des avertissements de la part de comités de censure. Son trait, très singulier, fut apprécié d'Alphonse Allais.
Il fut membre fondateur en 1907 du comité du Salon des humoristes.
Il a vécu au no 4 bis villa Saïd (16e arrondissement de Paris).
Mort en 1945, il est inhumé au cimetière du Père-Lachaise (47e division).

## Œuvre

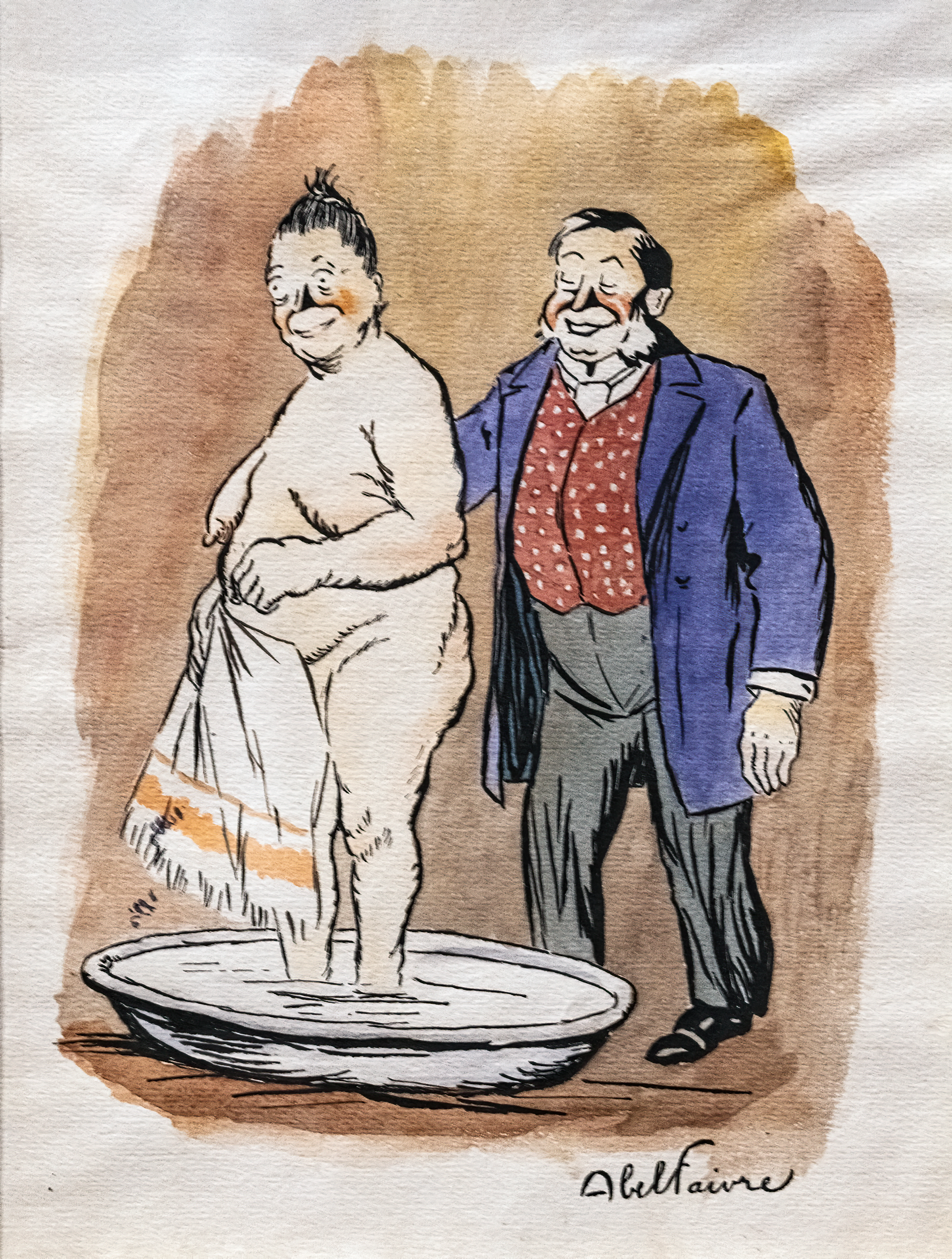
Vive la Sociale!- Dessin original pour Le Rire, 1907.

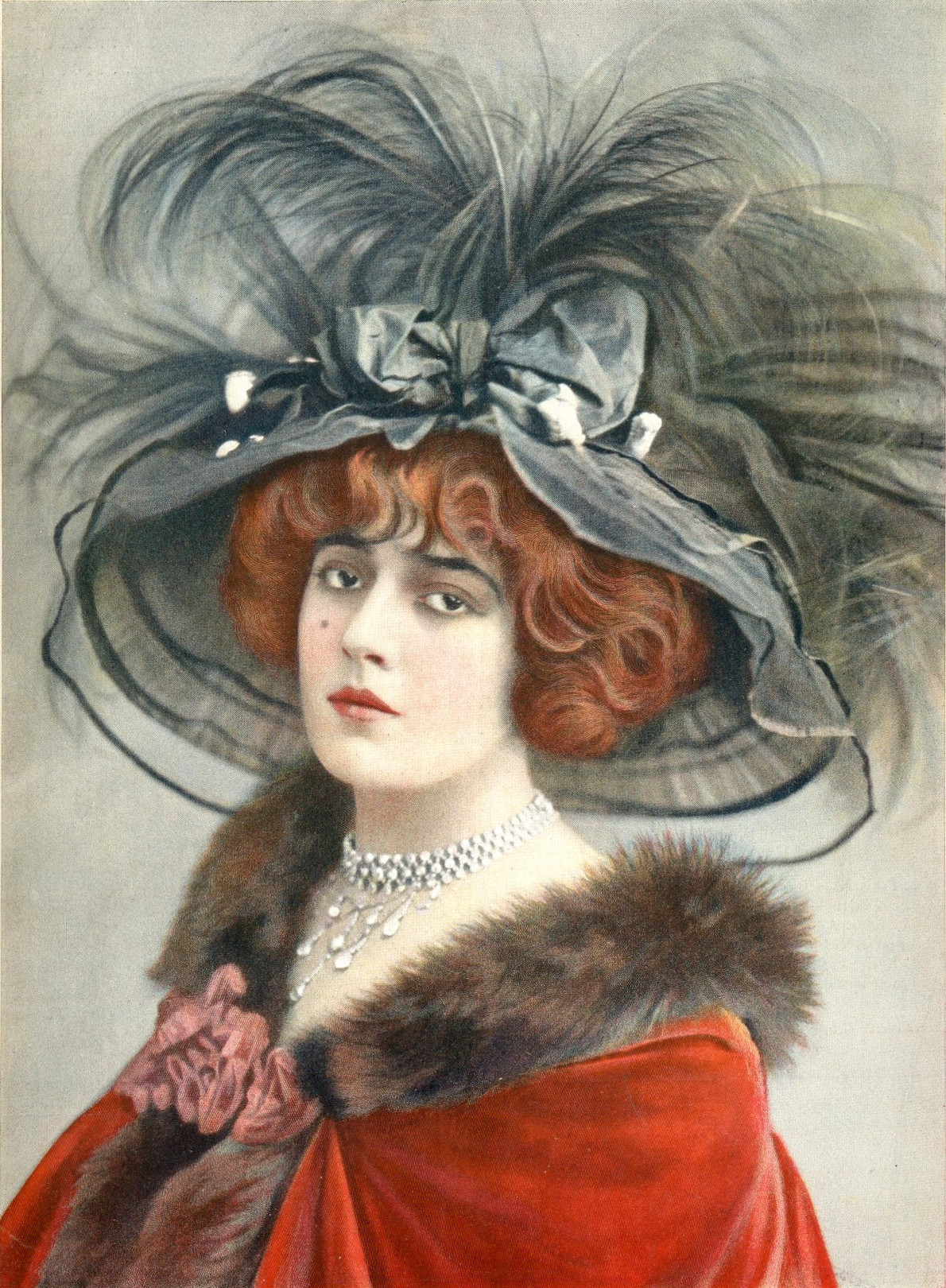
Portrait de Geneviève Lantelme (1910).

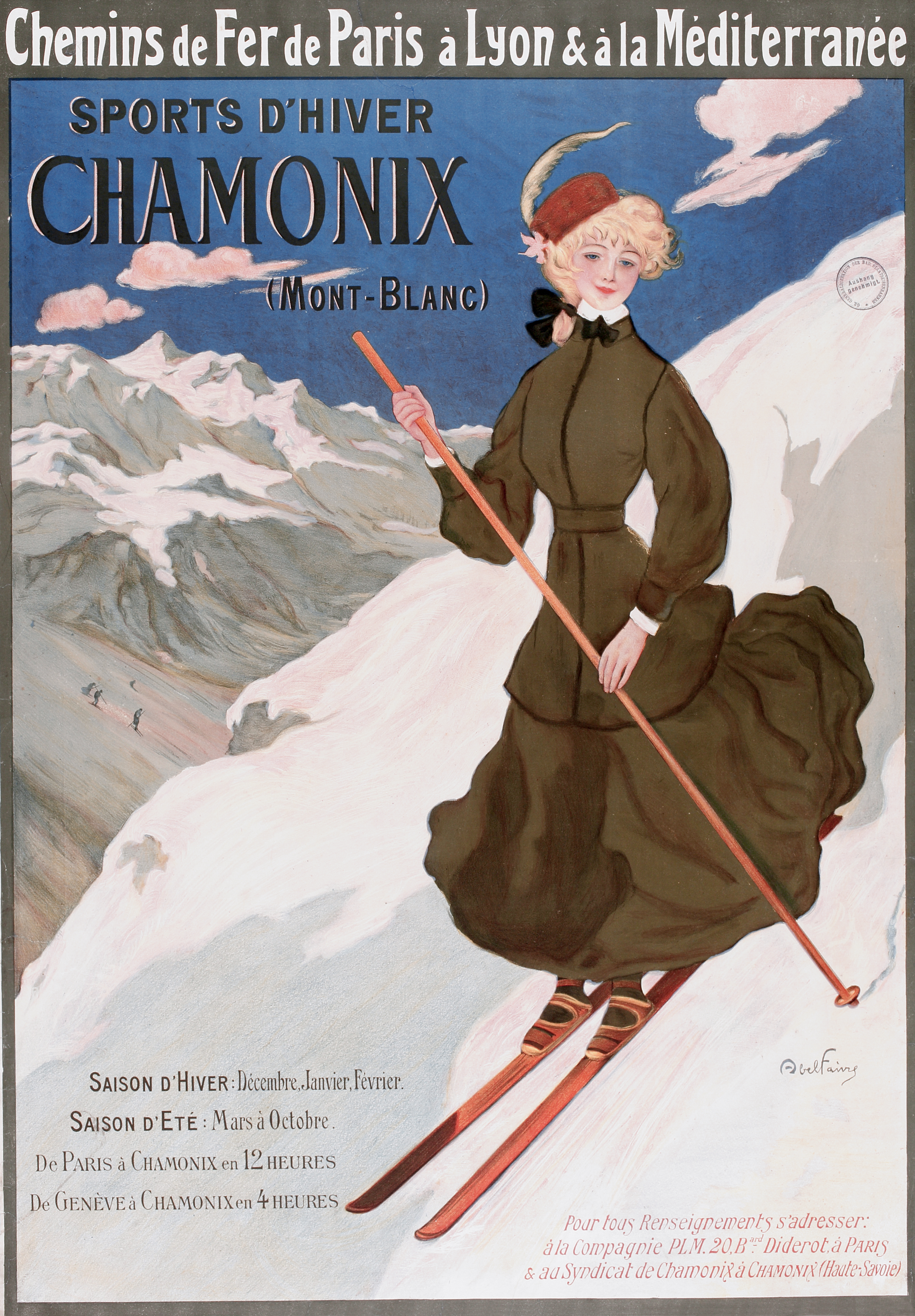
Affiche PLM Chamonix Mont-Blanc.

- Fromentine, le meilleur des potages (affiche Paul Dupont, 1898)[5].
- Portrait de Mme Hélène Chauvin et de sa fille, huile sur toile, salon de la SNBA de 1903[6].
- Logiz de la lune rousse 36 boulevard de Clichy (affiche, 1905)[7].
- L’enfant au livre, huile sur toile, salon de la SNBA de 1906[8].
- Portrait de Mlle J. R., huile sur toile, salon de la SNBA de 1906.
- Portrait de Mme A.- M. C., huile sur toile, salon de la SNBA de 1906.
- Portrait de Mme J. M., huile sur toile, salon de la SNBA de 1906.
- Portrait de M. Maurice Donnay, huile sur toile, salon de la SNBA de 1907[9].
- Portrait de Geneviève Lantelme (1910).
- La Femme à l'éventail, huile sur toile, salon de 1901, Musée Petiet à Limoux[10].
- Jeune femme à la robe bleue.
- Portrait d'enfant.
- Portrait de Mme L. A..
- Intérieur.
- Portrait de Mme Leblanc.
- Portrait de M. de Pierrebourg, enfant.
- PLM Chamonix, Mont-Blanc (affiche).
- Et après !, caricature.
- Ma Maman.
- Journée nationale des tuberculeux anciens militaires (affiche, 1917).
- Femme à la rose, huile sur toile, Salon des artistes français (1918).
- Emprunt national 1920. Terre de France (affiche, 1920).
- Emprunt Verdun 6 % (affiche Devambez en manière noire, 1921)[11].
- 25e Salon des humoristes (affiche, 1932).
- Comité contre les maladies respiratoires et la tuberculose… (affiche, 1936).

### Affiches 1914-1918
- Le coq d'or attaque le soldat allemand : L'or combat pour la Victoire, 1er emprunt de défense national (1915).
- Le soldat français crie : On les aura !, 2e emprunt de défense nationale (1916) — cf. la maquette d'un précédent projet[12].
- Le soldat plante le drapeau de la liberté, 3e emprunt. Souscrivez. Crédit Lyonnais (1917).
- Soldat nu embrochant un aigle : 4e emprunt de la Défense nationale : Crédit lyonnais. Souscrivez (1918).
- Le kaiser effondré sous les drapeaux des Alliés : L'Emprunt de la Libération (1918).

### Publications
- « Joseph Faivre », L'Album, IX, Paris, Librairie illustrée - J. Taillandier, février 1902.
- « Les Maîtres Humoristes », Abel Faivre, Société d'Édition et de Publications Librairie Félix Juven, Paris, 1907
- « Les Maîtres Humoristes », Abel Faivre (Deuxième Album), Société d'Édition et de Publications Librairie Félix Juven, Paris, 1909.
- Abel Faivre, Jours de guerre. 1915-1919, 2 vol., Paris, Pierre Lafitte, coll. « Les Grands Humoristes », 1921-1922.

## Œuvres dans les collections publiques
- Castres, Centre national et musée Jean-Jaurès.
- Chicago, Art Institute of Chicago.
- Londres, British Museum.
- Paris, ENSBA[13].
- Paris, musée d'Orsay :
  - La Femme à l'éventail, vers 1901[14] ;
  - Nature morte à l'aiguière et aux fruits[15].

Affiches d'Abel Faivre
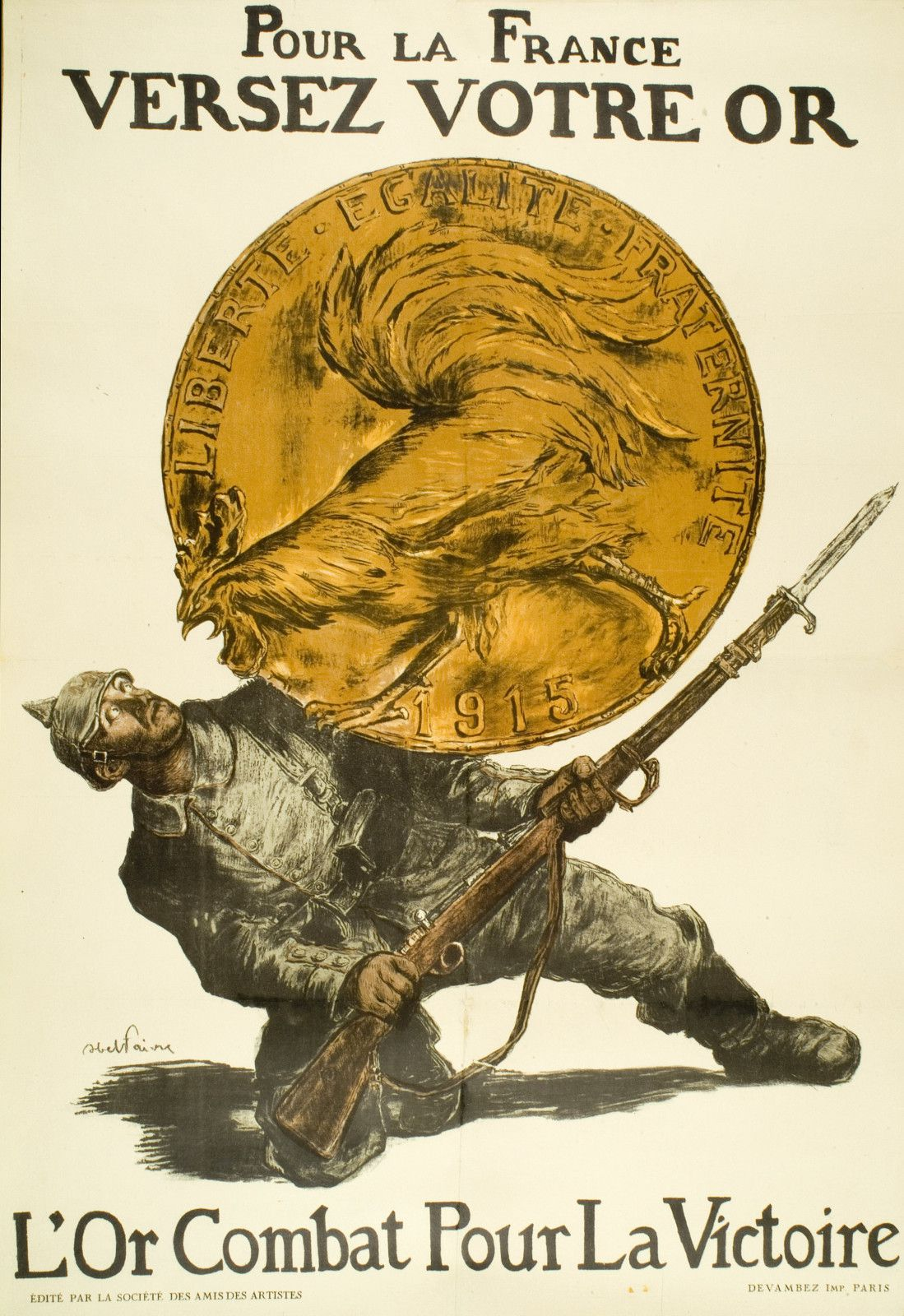
L'or combat pour la Victoire, 1er emprunt pour la Défense nationale (1915).
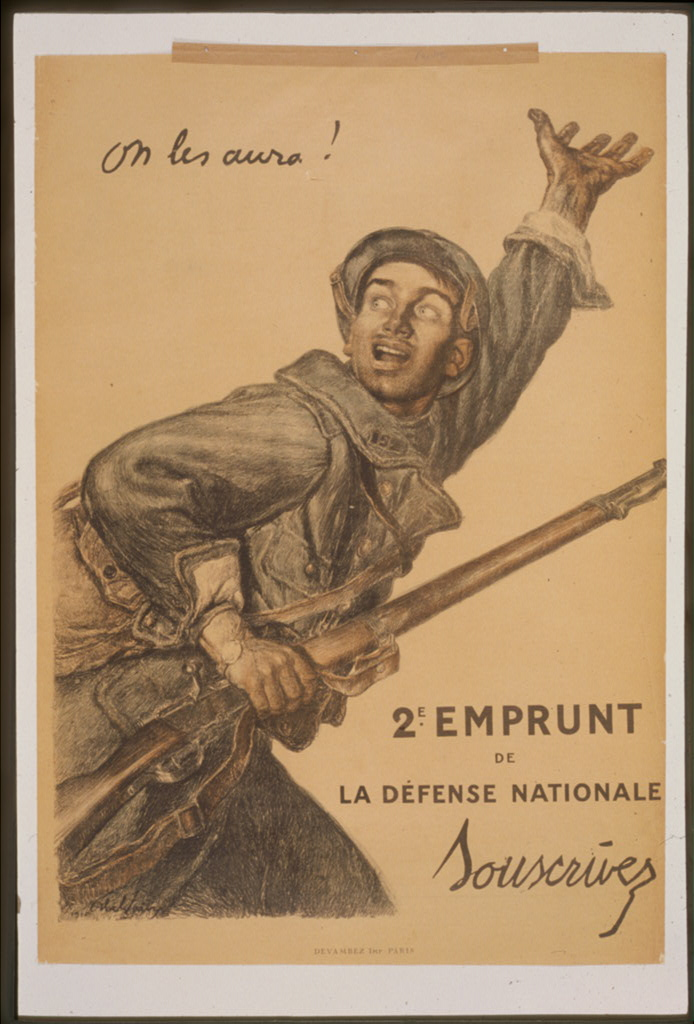
On les aura !, 2e emprunt (1916).
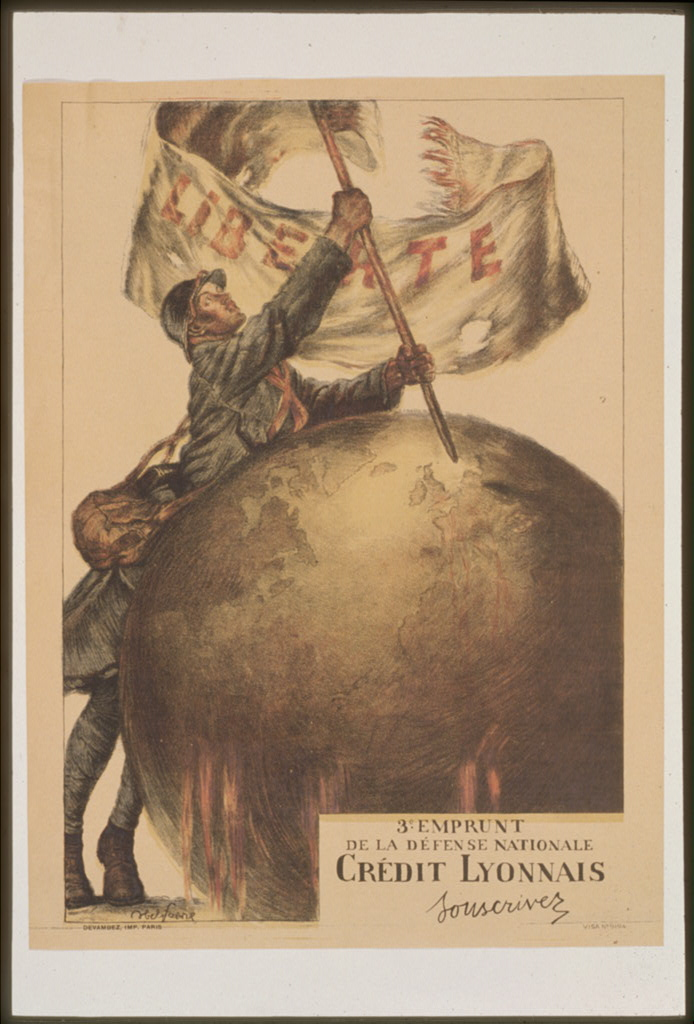
3e emprunt (1917).
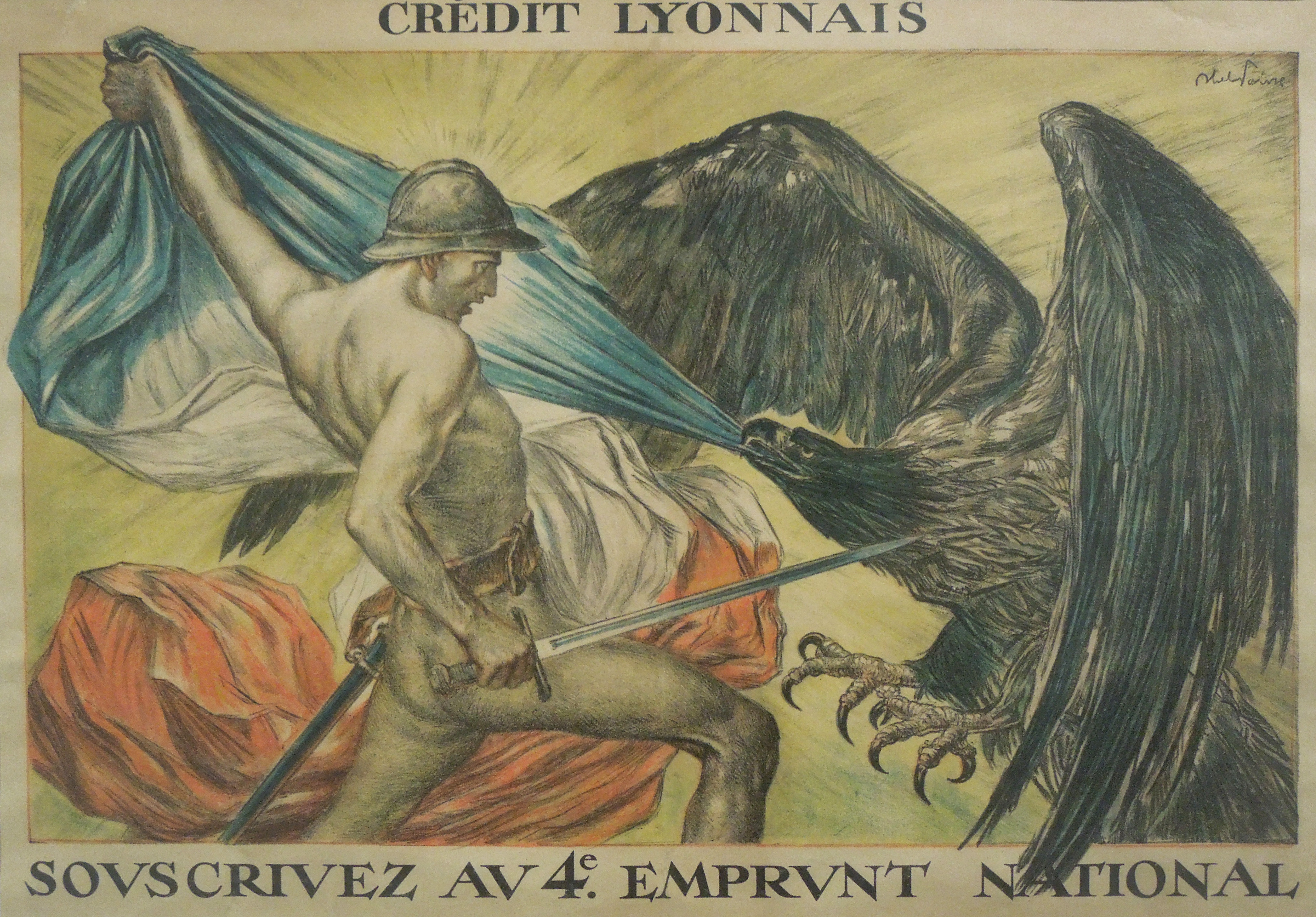
4e emprunt (1918).
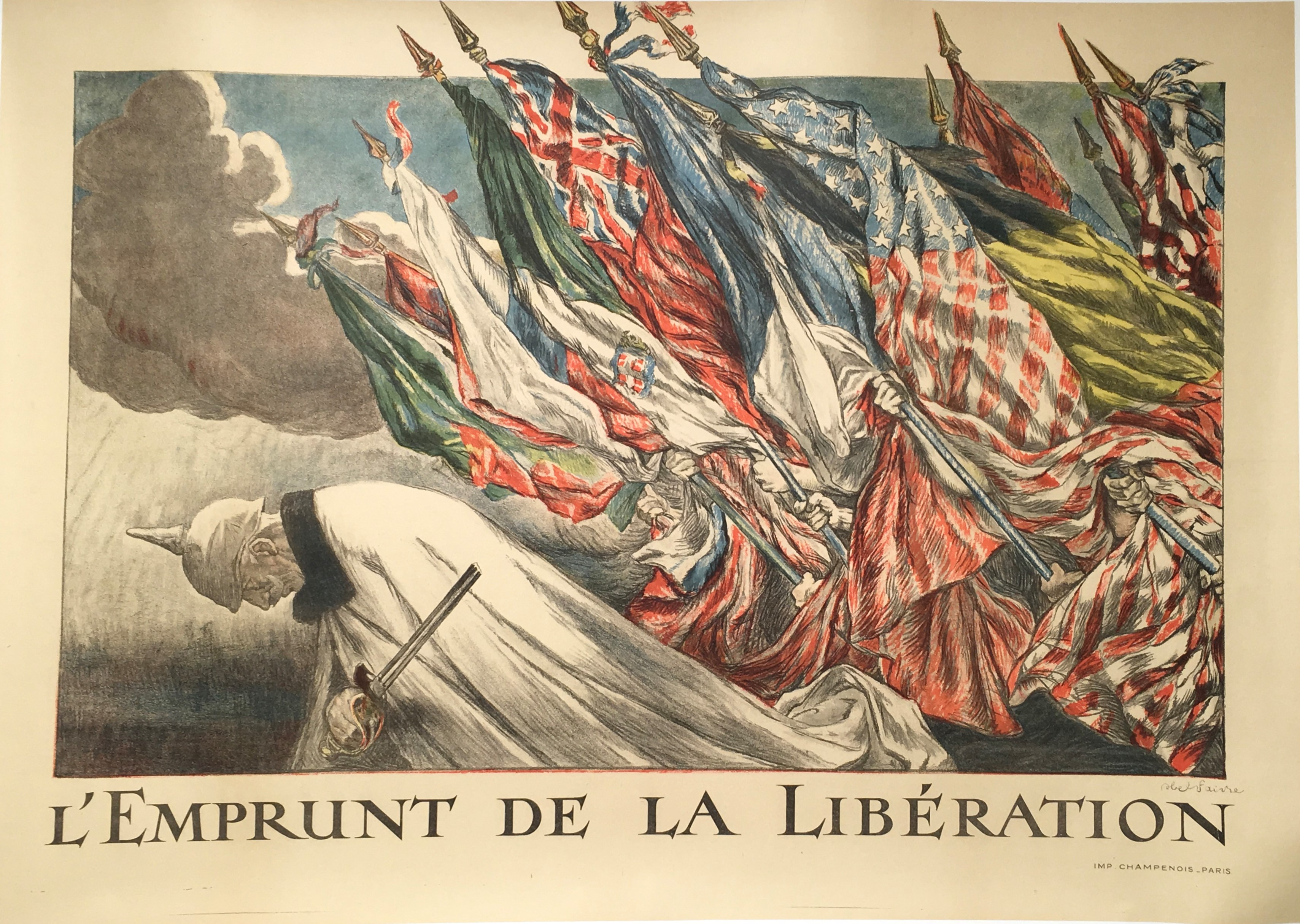
L'Emprunt de la Victoire (1918).

Couvertures d'Abel Faivre pour Le Rire
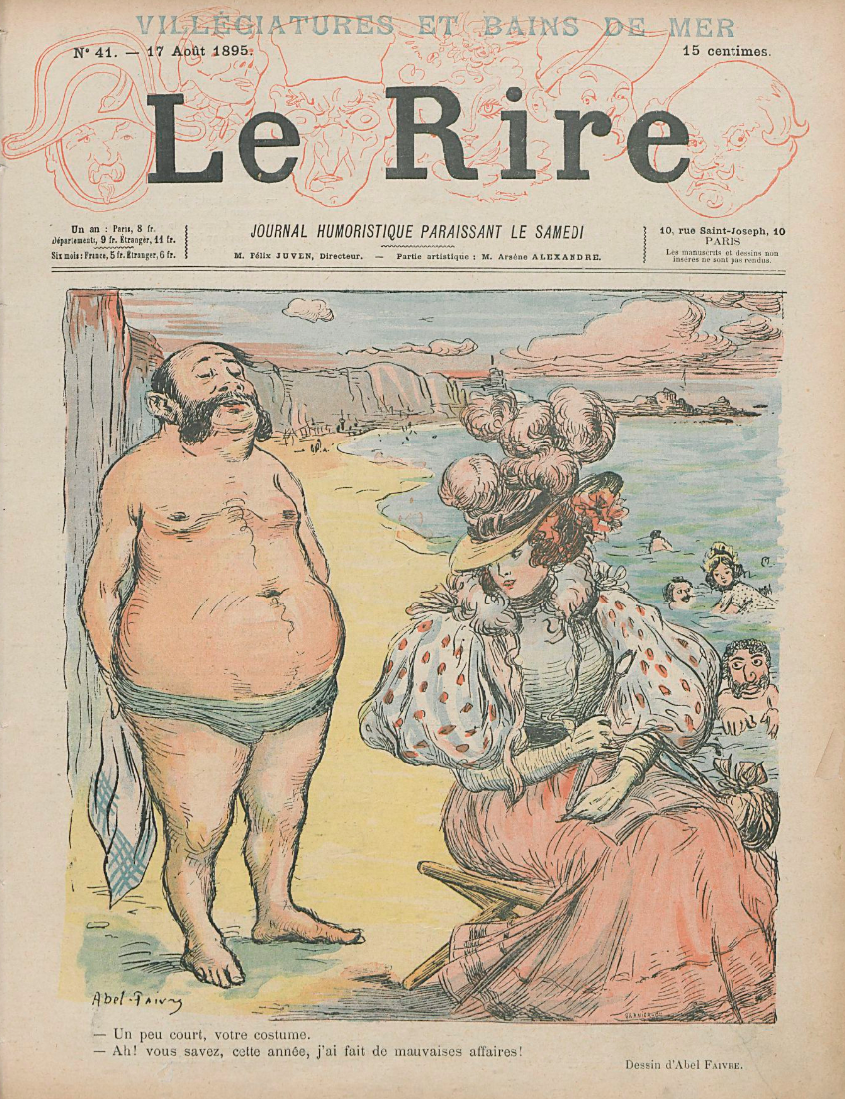
Un peu court, votre costume…, 17 août 1895.
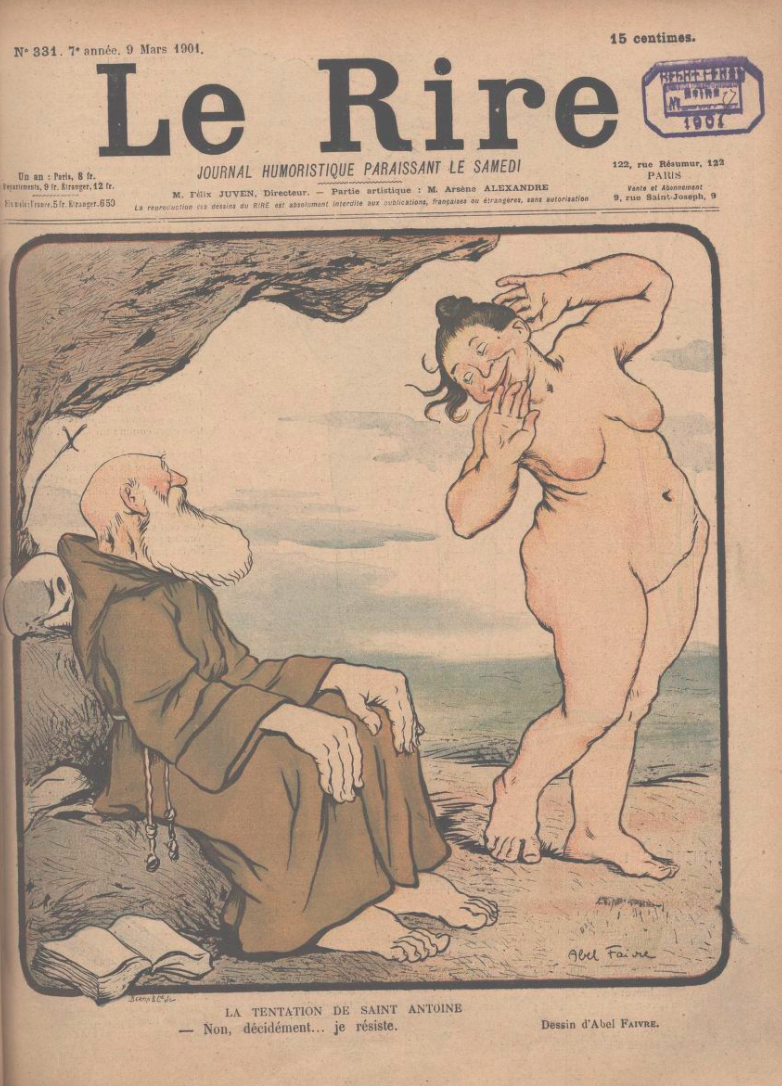
La tentation de saint Antoine, 9 mars 1901.
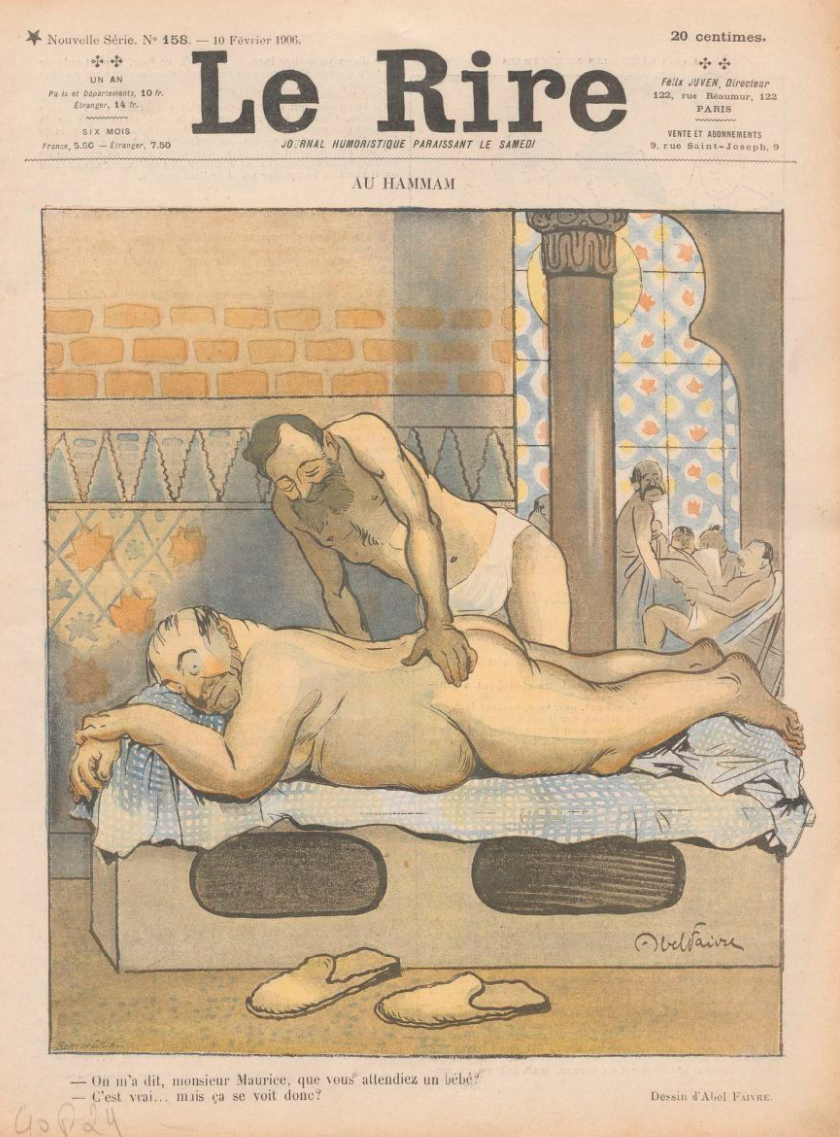
Au hammam, 10 février 1906.
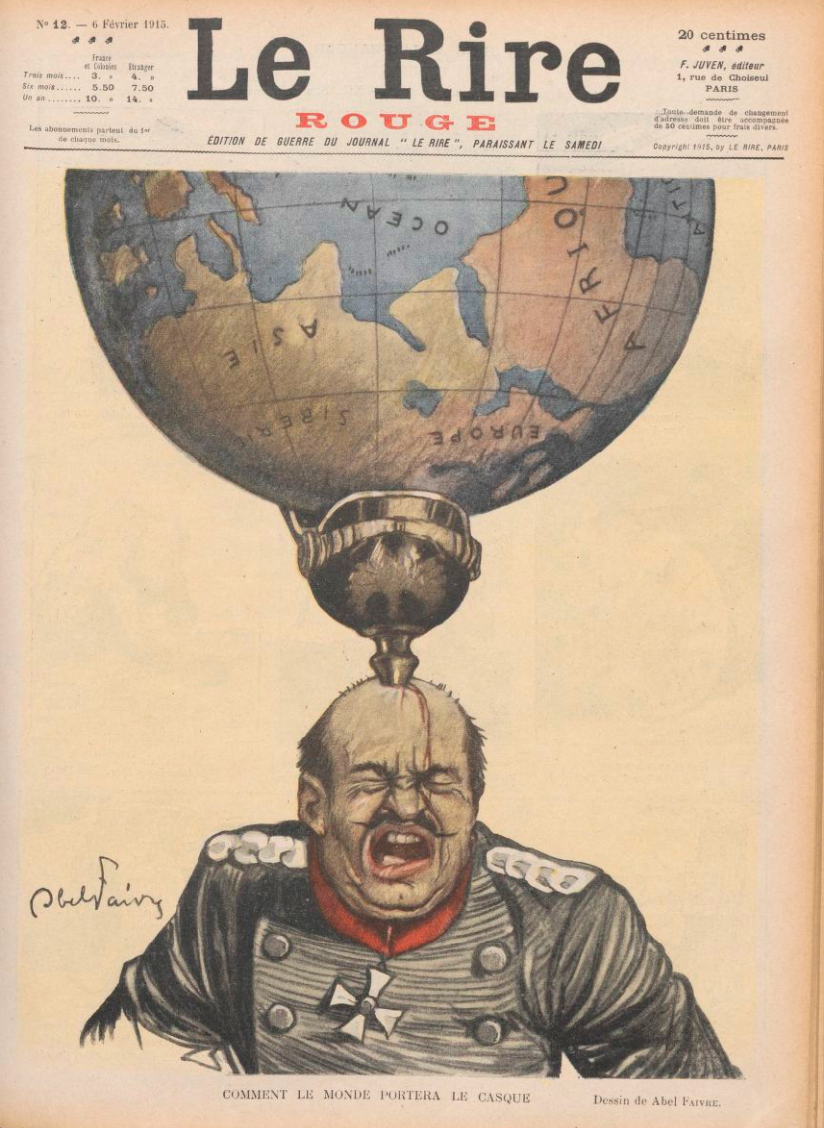
Comment le monde portera le casque, 6 février 1915.
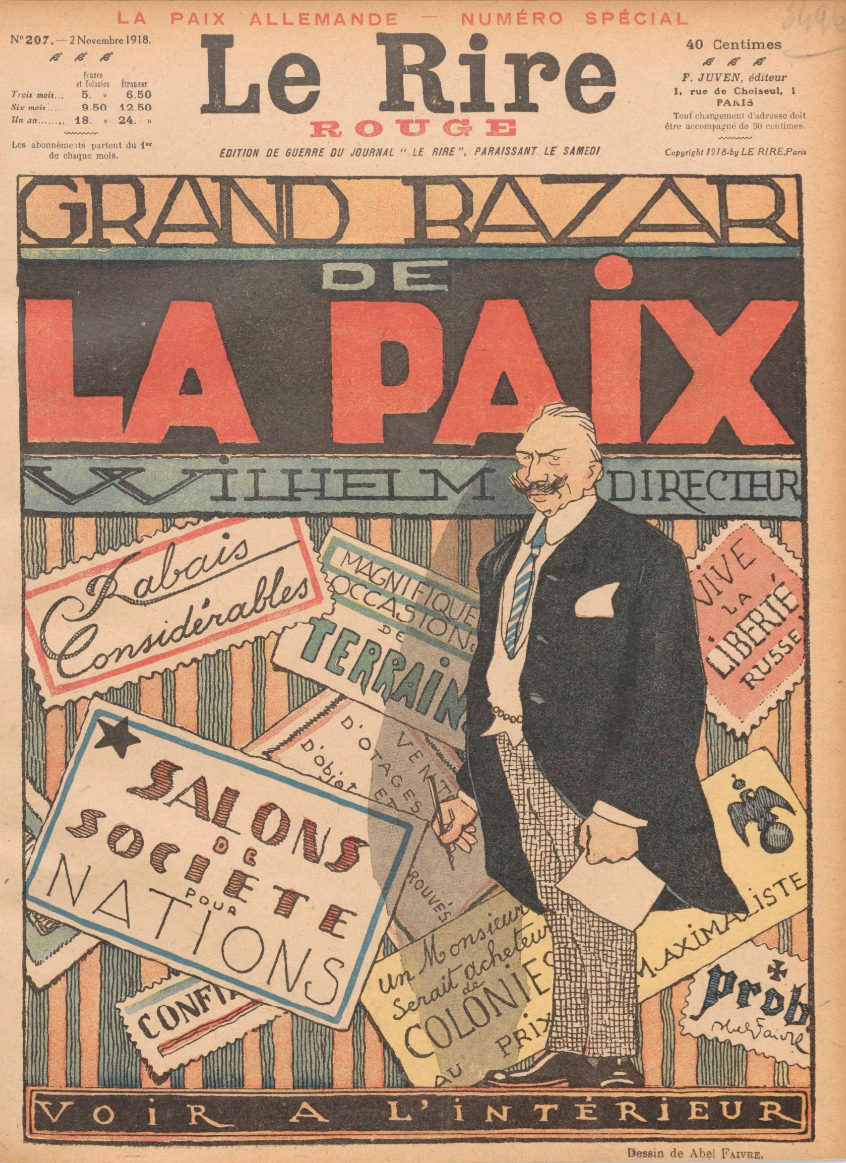
Grand Bazar de la Paix, 2 novembre 1918.